# Luísa Diogo
Luísa Dias Diogo (11 aprile 1958) è una politica mozambicana, è stata Primo ministro del Mozambico dal 18 febbraio 2004 al gennaio 2010 per il Fronte di Liberazione del Mozambico.
Luísa Diogo ha studiato economia all'Eduardo Mondlane University di Maputo, laureandosi nel 1983. Ha poi conseguito nel 1992 un dottorato in economia finanziaria presso l'University of London.
Nel 1980 ha iniziato a lavorare per il Ministero delle finanze del Mozambico, diventando capo dipartimento nel 1986 e "national budget director" nel 1989. Ha poi lavorato per la Banca Mondiale come funzionario in Mozambico. Nel 1994 è diventata membro del FRELIMO, con l'incarico di viceministro delle finanze. Nel 2004 è divenuta Primo ministro, carica che ha mantenuto fino al 2010.
Nel settembre del 2005 è intervenuta come ospite internazionale alla conferenza del Partito Laburista del Regno Unito.